# Le Code Chastenay
Le Code Chastenay est un magazine télévisuel hebdomadaire québécois diffusé sur les ondes de Télé-Québec animé par Pierre Chastenay. Le mandat de l'émission est de vulgariser la recherche scientifique et technologique menée au Québec. L'émission était produite par la maison de production Pixcom. Son premier épisode a été diffusé le 7 janvier 2008 et le dernier épisode a été diffusé au printemps 2016.

## Structure d'une émission
Chaque émission est composée de :
- deux reportages (d’une durée approximative de 6 minutes chacun).  Certains reportages font état des recherches scientifiques en cours dans les laboratoires québécois ou encore d’innovations scientifiques qui, déjà, ont un impact dans notre quotidien.  D’autres reportages sont consacrés à la science citoyenne ou à toutes activités scientifiques pratiquées par des citoyens ordinaires ;
- deux conversations à la suite des reportages entre les reporters et l’animateur ;
- une capsule « L’Univers selon Le Code Chastenay ».  Ces capsules d’une durée de 60 secondes sont menées par l’animateur et expliquent des principes d’astronomie, de physique, etc. ;
- un segment appelé « Dans les labos d’ici et d’ailleurs » qui est un tour de l’actualité scientifique, constitué de nouvelles brèves, de suggestions de lecture, etc.  Ce segment est assuré par l’animateur ainsi que trois de ses collaborateurs.

## Fiche technique
- Producteurs exécutifs : Jacquelin Bouchard, Sylvie Desrochers, Carole Dufour et Philippe Lapointe
- Producteur : Nicole Faucher
- Productrice déléguée : Sylvie-Anne Martel
- Animateur : Pierre Chastenay
- Journalistes/Reporters : Marie-Pier Élie, Pascal Forget, Thomas Gervais, Véronique Morin, Martin Primeau et Binh An Vu Van
- Société de production : Pixcom

## Distinctions
En 2016, à sa dernière saison, l'émission a reçu le prix Gémeaux du meilleur magazine d'intérêt social,.